# Lüpertzender Straße 13 (Mönchengladbach)

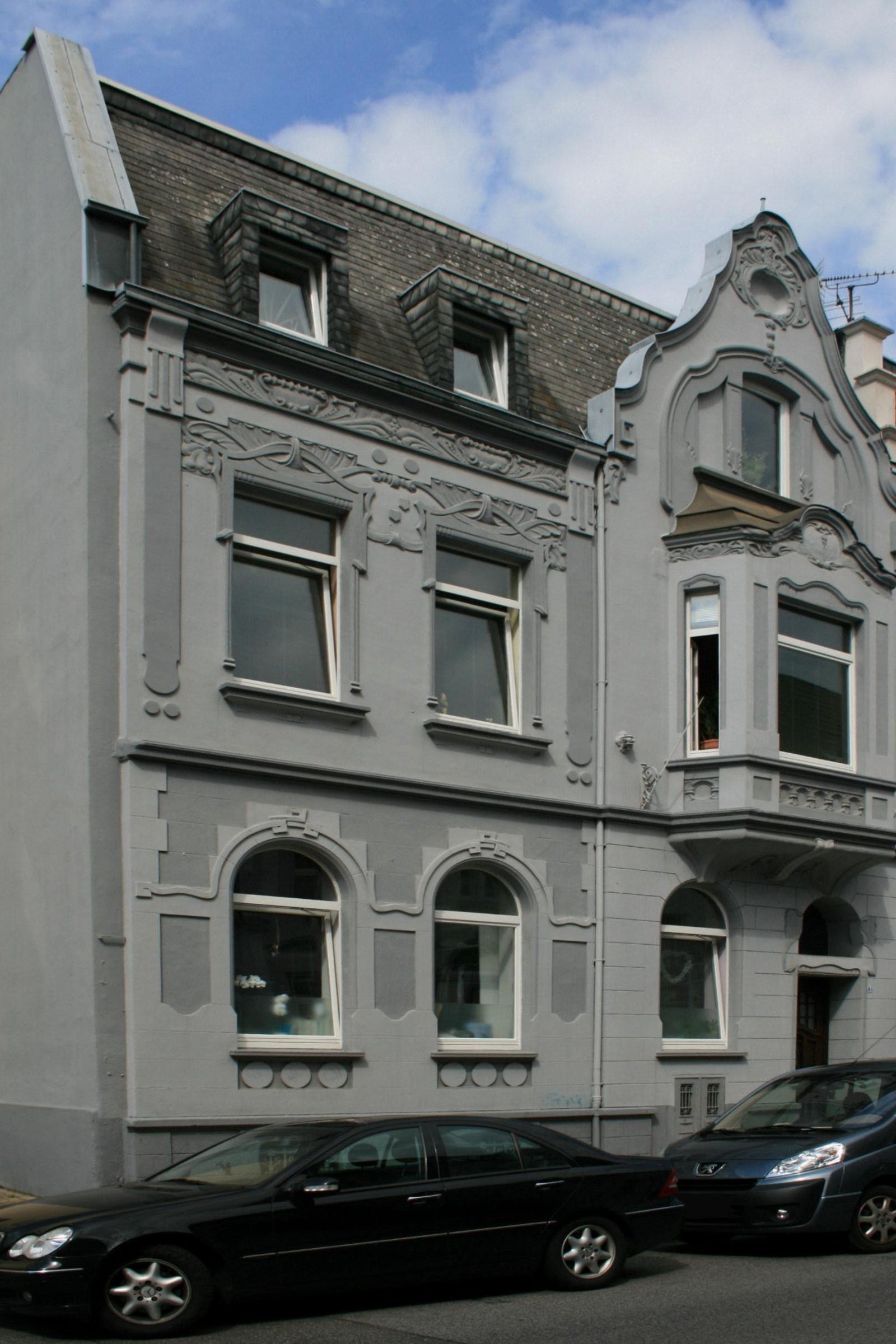
Wohnhaus Lüpertzender Straße 13 (2010)

Das Wohnhaus Lüpertzender Straße 13 befindet sich in Mönchengladbach (Nordrhein-Westfalen) im Süden des Stadtteils Gladbach.
Das Gebäude wurde Anfang des 20. Jahrhunderts erbaut. Es wurde unter Nr. L 004 am 4. Dezember 1984 in die Denkmalliste der Stadt Mönchengladbach eingetragen.

## Architektur
Es handelt sich um ein zweigeschossiges Mehrfamilienwohnhaus mit einem ausgebauten Dachgeschoss mit Mansarddach. Rechts ein Ziergiebel mit Erker im ersten Obergeschoss. Ebenfalls rechtsseitig der Hauseingang, daneben ein gesonderter Kellereingang mit einer zweiflügeligen Tür.